# Gylippus caucasicus koenigi
Gylippus caucasicus koenigi es una subespecie de arácnido  del orden Solifugae de la familia Gylippidae.

## Distribución geográfica
Se encuentra en Turquía.